# Hwanggan-myeon
 Hwanggan-myeon (koreanska: 황간면) är en socken i kommunen Yeongdong-gun i provinsen Norra Chungcheong i den centrala delen av Sydkorea, 170 km sydost om huvudstaden Seoul.